# Gardone Riviera
Gardone Riviera är en ort och kommun i provinsen Brescia i regionen Lombardiet i Italien. Kommunen hade 2 653 invånare (2018).